# برونو بالتازار
برونو بالتازار هو مدرب كرة قدم ولاعب كرة قدم برتغالي، ولد في 6 يوليو 1977 في لشبونة في البرتغال. لعب مع ريال سبورت كلوب ونادي بايرنسيه ونادي فاتيما ونادي مارغيت.

## وصلات خارجية
- برونو بالتازار على موقع قاعدة بيانات كرة القدم.إي يو (الإنجليزية)